# AD Alcorcón
Az AD Alcorcón, teljes nevén Agrupación Deportiva Alcorcón spanyol labdarúgócsapatot 1971-ben alapították, 2010-11-ben a másodosztályban szerepelt.

## Története
A klubot 1971-ben alapították, és első hat évét regionális bajnokságokban töltötte. 1977-ben feljutott a Tercera Divisiónba, ám ekkor még rögtön kiesett. Egy év után ismét sikerült a feljutás, és innentől kezdve kilenc szezont folyamatosan a negyedosztályban töltöttek. Ezt követően 1988-tól tíz évig folyamatosan ingáztak a Tercera División és a regionális bajnokság között. Az 1999–2000-es szezonban az Alcorcón újoncként rögtön ötödik lett a negyedosztályban, így 2000-től már a Segunda B-ben játszhatott.
Tíz év harmadosztályú tagság után az egyesület története során először, a 2010-11-es szezont a másodosztályban kezdheti.

### Alcorconazo
A madridi kiscsapat a Copa del Rey 2009–10-es kiírásában története addigi legnagyobb sikerét érte el. A negyedik fordulóban, a nyolcaddöntőbe jutásért a nagynevű Real Madrid CF volt az ellenfél. Az első mérkőzésen, hazai pályán az Alcorcón hatalmas meglepetésre 4–0 arányban legyőzte sokkal esélyesebb riválisát. Az ellenfél kezdőcsapatában kilenc válogatott játékos szerepelt, valamint három a cserepadon, akik egyaránt pályára léptek. Mivel a Real a visszavágón nem tudta ledolgozni négy gólos hátrányát, így az Alcorcón jutott a nyolcaddöntőbe. Itt végül 3–2-es összesítéssel esett ki a Racing Santander ellen.

## Jelenlegi keret
| #  |     | Poszt | Név                         |
| -- | --- | ----- | --------------------------- |
| 1  | ESP | K     | Manu Herrera                |
| 3  | ESP | V     | Diego Bermúdez              |
| 4  | FRA | V     | Jean Babin                  |
| 5  | ESP | V     | Javi Hernández              |
| 6  | ESP | KP    | Cristian Alberdi            |
| 7  | ESP | KP    | Carlos Martínez             |
| 8  | ESP | KP    | Rubén Sanz (Csapatkapitány) |
| 10 | ESP | KP    | Sergio Mora                 |
| 11 | ESP | KP    | Paco Montañés               |
| 12 | FRA | KP    | Jeremy                      |
| 13 | ESP | K     | Raúl Moreno                 |

| #  |     | Poszt | Név            |
| -- | --- | ----- | -------------- |
| 14 | ESP | CS    | Quini          |
| 15 | ESP | CS    | David Sanz     |
| 16 | ESP | KP    | Samuel         |
| 17 | ESP | V     | Rubén Anuarbe  |
| 19 | ESP | V     | Nino           |
| 20 | ESP | KP    | Fernando Sales |
| 21 | ESP | V     | Manuel Rueda   |
| 22 | ESP | CS    | Borja Pérez    |
| 23 | ESP | V     | Ángel          |
| 24 | ESP | V     | Nagore         |
| 25 | ESP | K     | Eladio         |

## Az eddigi szezonok
| Szezon      | Osztály    | Poz. | Copa del Rey |
| ----------- | ---------- | ---- | ------------ |
| 1971-72-től | Regionális | —    |              |
| to 76-77    | Regionális | —    |              |
| 1977/78     | 3ª         | 19.  |              |
| 1978/79     | Regionális | —    |              |
| 1979/80     | 3ª         | 3.   |              |
| 1980/81     | 3ª         | 5.   |              |
| 1981/82     | 3ª         | 9.   |              |
| 1982/83     | 3ª         | 12.  |              |
| 1983/84     | 3ª         | 9.   |              |
| 1984/85     | 3ª         | 4.   |              |
| 1985/86     | 3ª         | 10.  |              |
| 1986/87     | 3ª         | 17.  |              |
| 1987/88     | 3ª         | 19.  |              |
| 1988/89     | Regionális | —    |              |
| 1989/90     | Regionális | —    |              |
| 1990/91     | 3ª         | 19.  |              |
| 1991/92     | Regionális | —    |              |
| 1992/93     | Regionális | —    |              |

| Szezon  | Osztály    | Poz. | Copa del Rey |
| ------- | ---------- | ---- | ------------ |
| 1993/94 | 3ª         | 16.  |              |
| 1994/95 | 3ª         | 21.  |              |
| 1995/96 | Regionális | —    |              |
| 1996/97 | Regionális | —    |              |
| 1997/98 | 3ª         | 20.  |              |
| 1998/99 | Regionális | —    |              |
| 1999/00 | 3ª         | 5.   |              |
| 2000/01 | 2ªB        | 12.  |              |
| 2001/02 | 2ªB        | 16.  |              |
| 2002/03 | 2ªB        | 7.   |              |
| 2003/04 | 2ªB        | 10.  |              |
| 2004/05 | 2ªB        | 11.  |              |
| 2005/06 | 2ªB        | 7th  |              |
| 2006/07 | 2ªB        | 11.  |              |
| 2007/08 | 2ªB        | 14.  |              |
| 2008/09 | 2ªB        | 3.   |              |
| 2009/10 | 2ªB        | 1.   | Nyolcaddöntő |
| 2010/11 | 2ª         |      |              |

## Ismertebb játékosok
- Alfredo Bayarri
- Germán Burgos (kapusedző)
- Chupe
- Derek Decamps
- Nathaniel Revetria
- Matar Diop
- José Luis Capdevila
- Asen
- Roberto Rojas
- Raúl Arribas
- Gonzalo García

## Külső hivatkozások
- Hivatalos weboldal
- Fiebre Amarilla
- Nem hivatalos fórum